# Sulfuro de zinc
El sulfuro de cinc (ZnS) es una sal compuesta por un átomo de azufre y otro de cinc:
"Por Corrosión"
Zn + H2S ----> ZnS + H2
"Por Neutralización"
H2S + Zn(OH)2 ---->ZnS + 2H2O

## Propiedades
Esta sal química tiene propiedades foto-luminiscentes
, brillando en la oscuridad cuando recibe estímulo lumínico, especialmente por la luz ultravioleta, y también por el calor. Presenta bajos índices de radiactividad.

## Estructura
El sulfuro de zinc adopta estructuras cristalinas regidas por las atracciones electrostáticas entre el catión Zn2+ y el anión S2-
. Estas son dos: la esfalerita o blenda de zinc, y la wurtzita. En ambas los iones reducen al mínimo las repulsiones entre iones de iguales cargas.
La blenda de zinc es la más estable en las condiciones terrestres de presión y temperatura; y la wurtzita, que es menos densa, resulta del reordenamiento cristalino debido al incremento de la temperatura.
Las dos estructuras pueden coexistir en un mismo sólido de ZnS al mismo tiempo aunque, muy lentamente, la wurtzita terminará predominando.

## Usos
Se usa para señalización de emergencia, para hacer visibles en la oscuridad las horas de los relojes y con fines decorativos.